# Eduard Heger
Eduard Heger (pronuncia: ɦεgεr; Bratislava, 3 maggio 1976) è un politico slovacco, presidente del Governo della Repubblica Slovacca dal 1º aprile 2021 al 15 maggio 2023.
In precedenza è stato vicepresidente del Governo e ministro delle finanze nel gabinetto di Igor Matovič. È stato membro del comitato centrale del movimento pigliatutto Gente Comune e Personalità Indipendenti, fino alla sua adesione ai Democratici, avvenuta il 7 marzo 2023.

## Biografia

### Istruzione
Nel 1999 ha completato cinque anni di studio presso la facoltà di economia dell'Università di Economia di Bratislava con il titolo accademico d'ingegnere.

### Carriera professionale
Dopo la laurea è diventato assistente del direttore generale dell'azienda slovacca Intercomp Imex, impegnata nella produzione di accessori per il bagno. Negli anni 1998-1999 ha lavorato come manager del gruppo di ristoranti Kohútik a Bratislava. Dal 1999 al 2000 è stato direttore commerciale della società EBI. Dal 2001 al 2005 ha lavorato come consulente per la società americana Cubic Application, che fungeva da gruppo di consulenza per il Ministero della Difesa slovacco. Dal 2005 al 2007 ha lavorato come amministratore della comunità cristiana sotto la cura della Cattedrale di San Martino a Bratislava. Dal 2007 al 2016 ha lavorato negli Stati Uniti come country manager per il produttore slovacco di vodka Old Nassau.

### Carriera politica

#### All'opposizione (2016-2020)
Nelle elezioni parlamentari slovacche del 2016 si è presentato al 24º posto nella lista dei candidati del movimento anticorruzione OĽaNO per il Consiglio nazionale della Repubblica Slovacca. Avendo ricevuto più di quindicimila voti personali, si è classificato 10º nel suo movimento ed è stato eletto deputato. È diventato presidente del gruppo parlamentare di OĽaNO, presidente del Comitato del Consiglio nazionale per il controllo dell'intelligence militare e membro dei comitati del Consiglio nazionale per gli affari economici ed europei. Era un critico molto attivo e vigoroso del governo in parlamento. Durante il mandato, è stato valutato come il secondo membro più attivo del Consiglio nazionale: ha presentato 173 progetti di legge e ha parlato 680 volte in parlamento. Era il ministro ombra delle finanze dell'opposizione, ha redatto il programma economico del suo movimento per finanze pubbliche "sane" e ha presentato un pacchetto di misure per combattere la burocrazia. Ha anche partecipato e organizzato diverse proteste contro la corruzione e contro il governo. Durante il mandato elettorale, è stato anche co-organizzatore dell'iniziativa "Stop Gambling", che si è battuta per vietare i giochi d'azzardo e le slot machine.

#### Al governo (2020-2022)
Dopo le elezioni parlamentari del 2020 in cui Gente Comune e Personalità Indipendenti ha ottenuto la maggioranza relativa, è stato nominato vice primo ministro e ministro delle finanze nel gabinetto di Igor Matovič.
A causa della crisi di governo, determinata dalla decisione di Matovič, di acquistare due milioni di dosi del vaccino russo Sputnik V durante la pandemia di COVID-19, nonostante non ne fosse stato ancora autorizzato l’uso dalle istituzioni europee, il 1º aprile 2021 è stato nominato presidente del Governo della Repubblica Slovacca al posto di Igor Matovič.
Il 15 dicembre 2022 il parlamento ha sfiduciato il suo governo con il voto di 78 deputati sui 150 presenti. Il suo incarico ad interim è cessato il 15 maggio 2023 con la nomina del nuovo governo tecnico guidato da Ľudovít Ódor.

### Visioni politiche
I suoi partner politici del governo lo descrivono come un uomo umile, docile e rispettabile. È un fervente cattolico e sostiene posizioni conservatrici moderate e liberali nelle politiche sulla droga, sull'aborto o sulle questioni LGBT.

## Vita privata

### Famiglia
Ha quattro figli ed è sposato con sua moglie Lucia.

### Convinzioni religiose
È un credente convinto e nel tempo libero ha lavorato in diversi servizi della Chiesa cattolica slovacca. Si è convertito dall'ateismo al cristianesimo dopo la morte di suo padre nel 1999.